# Attoungblan
L'attoungblan ou atoumblan est un instrument de musique utilisé en Afrique de l'Ouest, notamment en Côte d'Ivoire, chez les Akans ou les Baoulés.
L'attoungblan est un tambour membranophone, constitué d'une partie « mâle » pour les tons bas et d'une partie « femelle » pour les tons hauts, au milieu desquelles se place l'instrumentiste, le mâle étant à sa gauche. Qualifié de « tambour parleur », l'attoungblan sert à communiquer, en jouant de l'alternance des deux hauteurs musicales de l'instrument. Il est également utilisé lors de cérémonies privées ou publiques, comme les mariages ou l'intronisation d'un chef traditionnel.